# Zamek Książąt Pomorskich w Ueckermünde

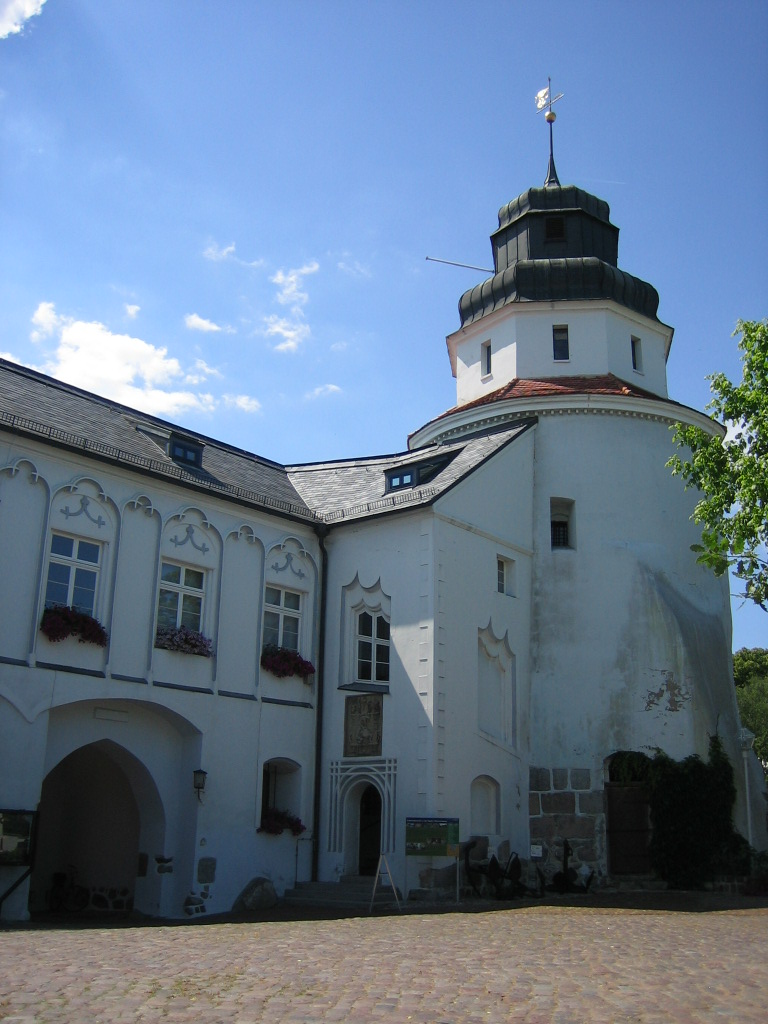
Wieża zamkowa i brama przejazdowa w skrzydle południowym

Zamek Książąt Pomorskich (niem. Schloß der Herzöge von Pommern) – jeden z nielicznych zachowanych zamków książąt pomorskich na obszarze obecnych Niemiec. Znajduje się w Ueckermünde na Pomorzu Przednim.
Trzykondygnacyjny czteroskrzydłowy zamek z narożną wieżą typu bergfried powstał w 1546 roku z polecenia księcia Filipa I z wykorzystaniem warownego grodu Rochow, wzmiankowanego w XIII wieku, jako castrum ukermund. 
Podczas wojny trzydziestoletniej został mocno zniszczony i w 1730 roku, za panowania króla pruskiego Fryderyka Wilhelma I, rozebrano trzy z jego skrzydeł, pozostawiając tylko dwie kondygnacje skrzydła południowego (w tym średniowieczną salę jadalną dostosowaną do wykorzystania jako więzienie) wraz z klatką schodową i średniowieczną wieżą. Zamek był wówczas siedzibą sądu, a od 1780 roku pełnił funkcję ratusza miejskiego. 
W 1908 roku spłonął barokowy hełm wieży wraz ze znajdującą się tam latarnią morską typu otwartego. 
Współcześnie w pomieszczeniach na parterze mieszczą sale obrad oraz ślubów. Wieża oraz klatka schodowa i sale pierwszego piętra tworzą siedzibę muzeum.
12 sierpnia 1503 zmarła tutaj Anna Jagiellonka, żona Bogusława X.